# 1882 au théâtre
| Années du théâtre : 1879 - 1880 - 1881 - 1882 - 1883 - 1884 - 1885    |
| Décennies du théâtre : 1850 - 1860 - 1870 - 1880 - 1890 - 1900 - 1910 |

## Événements
- Le théâtre des Tuileries à Paris, incendié lors de la Commune de Paris en 1871, est démoli en même temps que le palais des Tuileries[1].

## Pièces de théâtre publiées
- Un ennemi du peuple, de l’auteur norvégien Henrik Ibsen, jouée pour la première fois l’année suivante à Oslo.

## Pièces de théâtre représentées
- 14 septembre : création à Paris, Comédie-Française, de la pièce d'Henry Becque, Les Corbeaux.

## Décès
- 22 février : Octavia Stéphanie Gamot, dite Madame Doligny, actrice française, née le 4 décembre 1802.